# Since the Day it All Came Down
Since the Day it All Came Down è il secondo album degli Insomnium, pubblicato nel 2004.

## Tracce
1. Nocturne – 1:57
2. The Day it All Came Down – 4:56
3. Daughter of the Moon – 6:09
4. The Moment of Reckoning – 5:46
5. Bereavement – 4:16
6. Under the Plaintive Sky – 4:10
7. Resonance – 2:29
8. Death Walked the Earth – 5:09
9. Disengagement – 8:39
10. Closing Words – 4:25
11. Song of the Forlorn Son – 5:45

## Formazione
- Niilo Sevänen − Voce, Basso
- Ville Friman − Chitarra
- Ville Vänni − Chitarra
- Markus Hirvonen − Batteria